# Fritz Stoltenberg

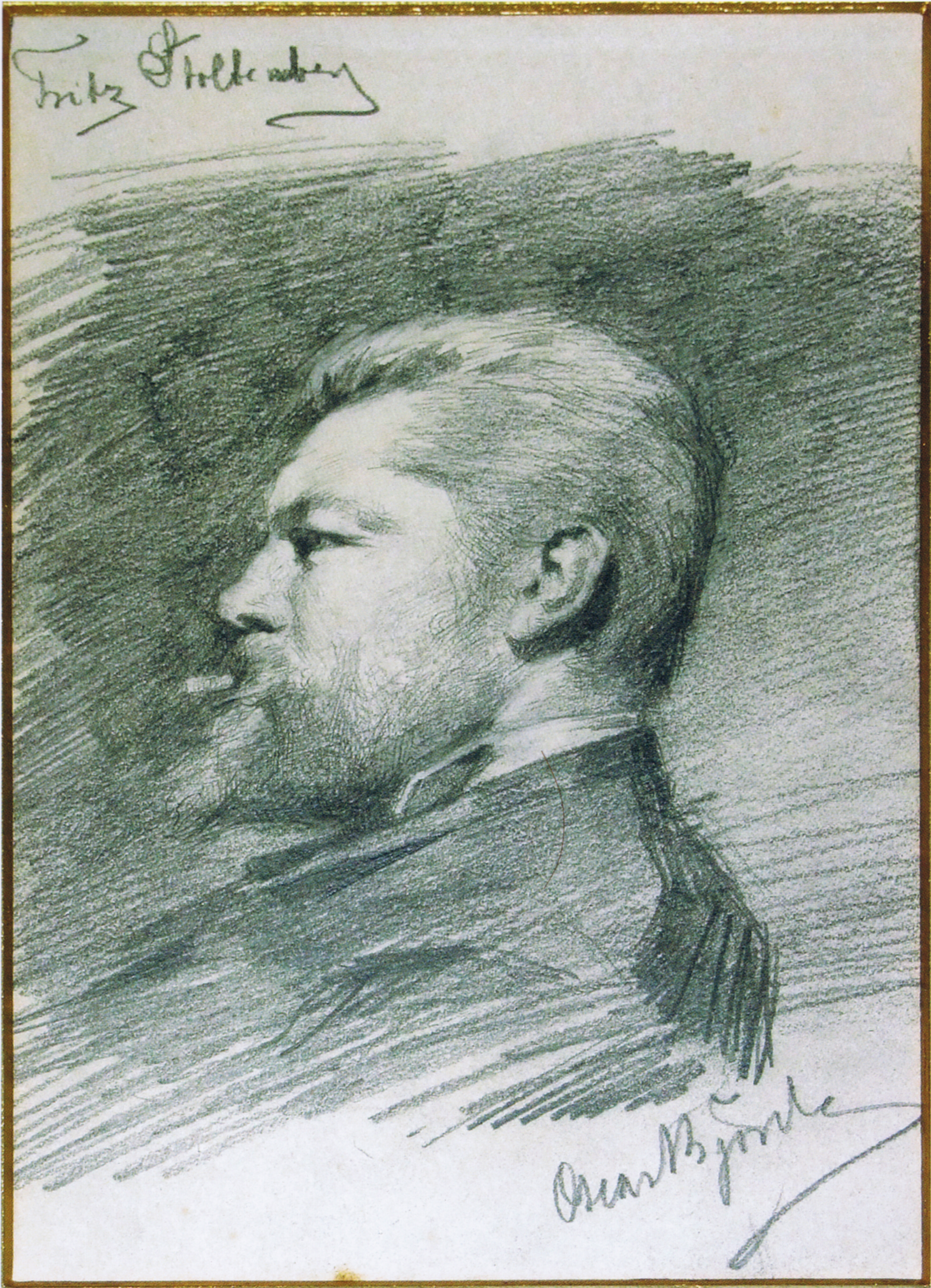
Oscar Björck, Fritz Stoltenberg, 1884, Grafitzeichnung

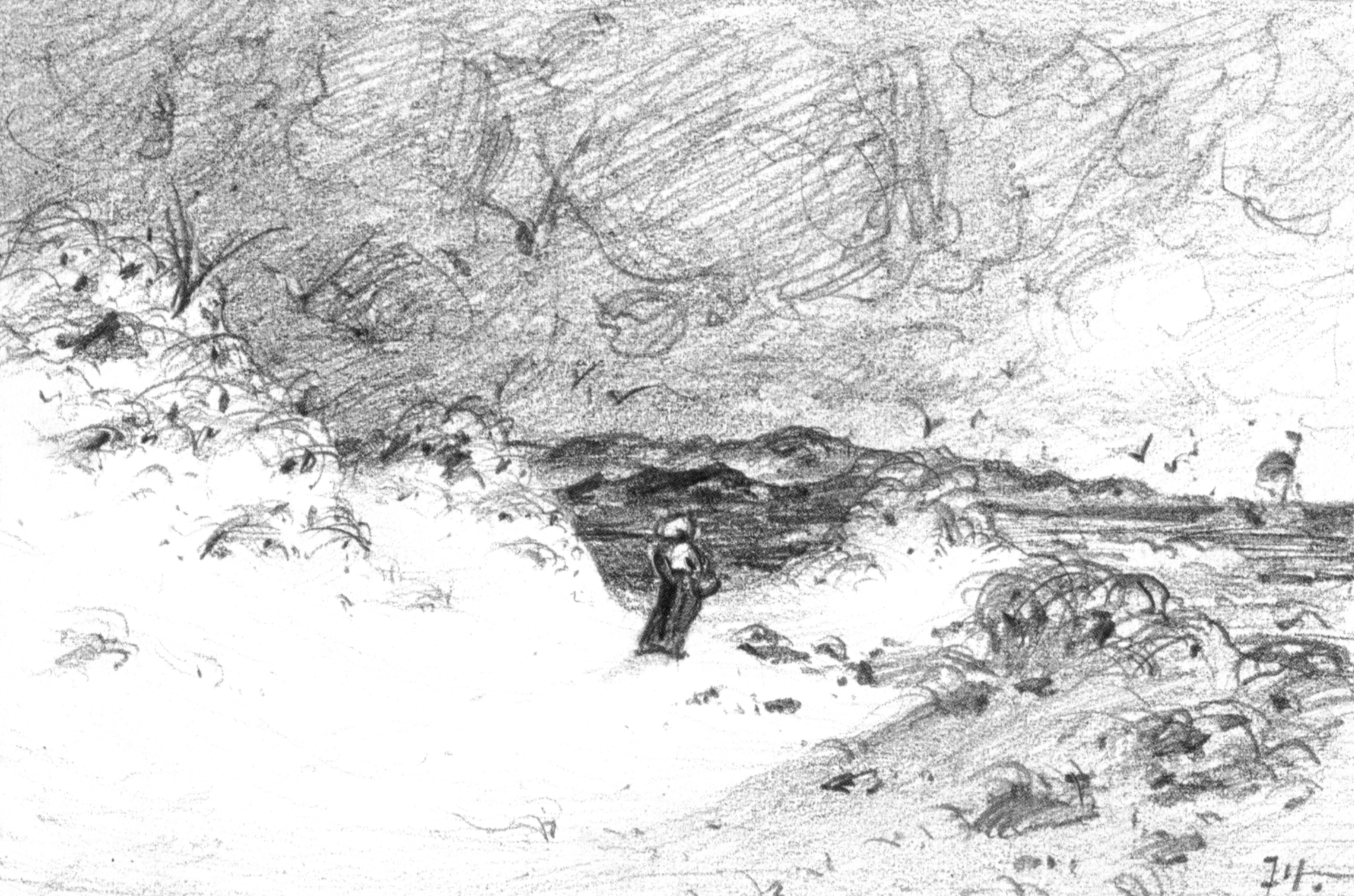
Fritz Stoltenberg, Sylt Dünen, 1874, Zeichnung

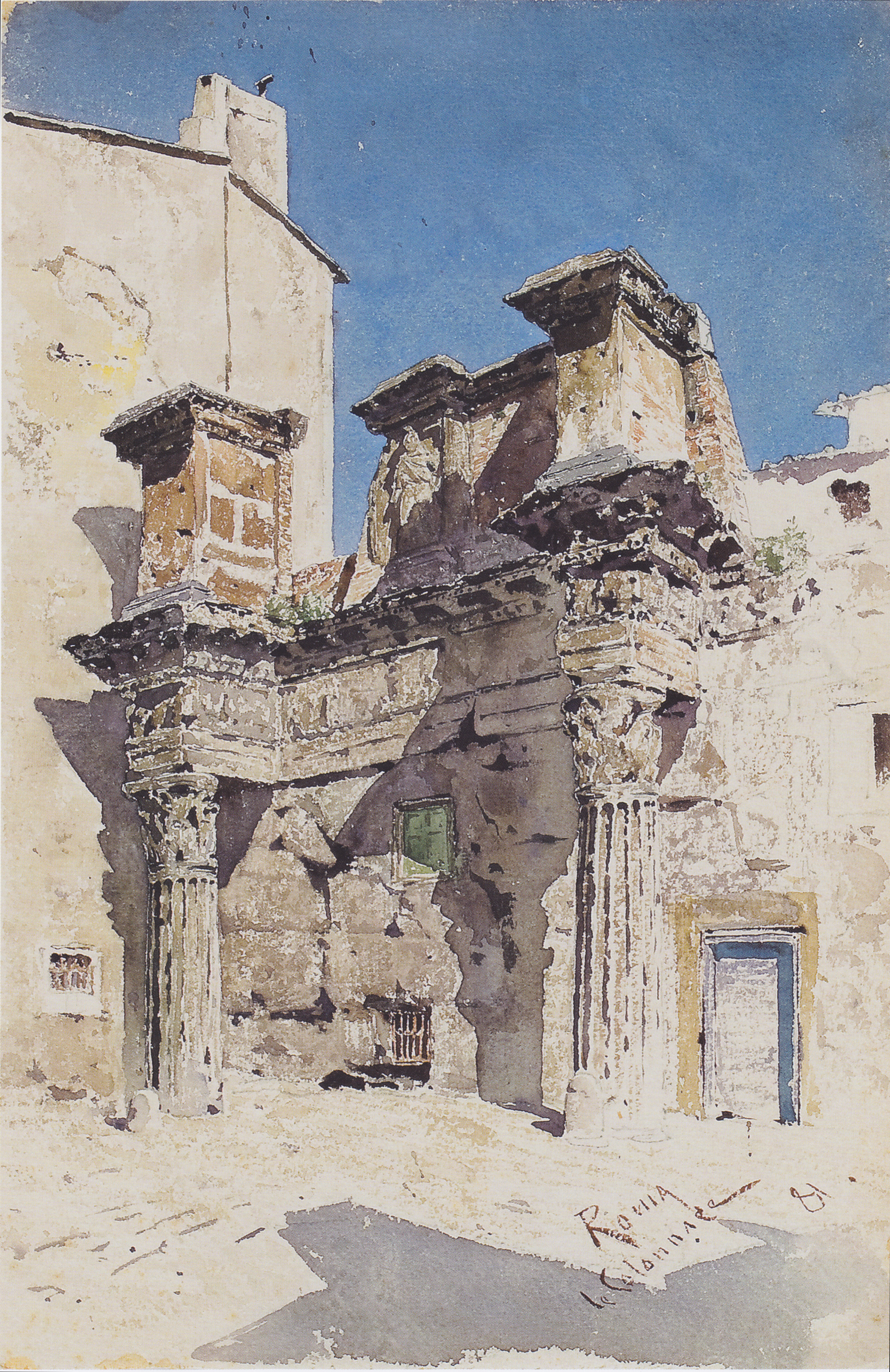
Fritz Stoltenberg, Die antiken Kolonnaden von Rom Aquarell von 1881

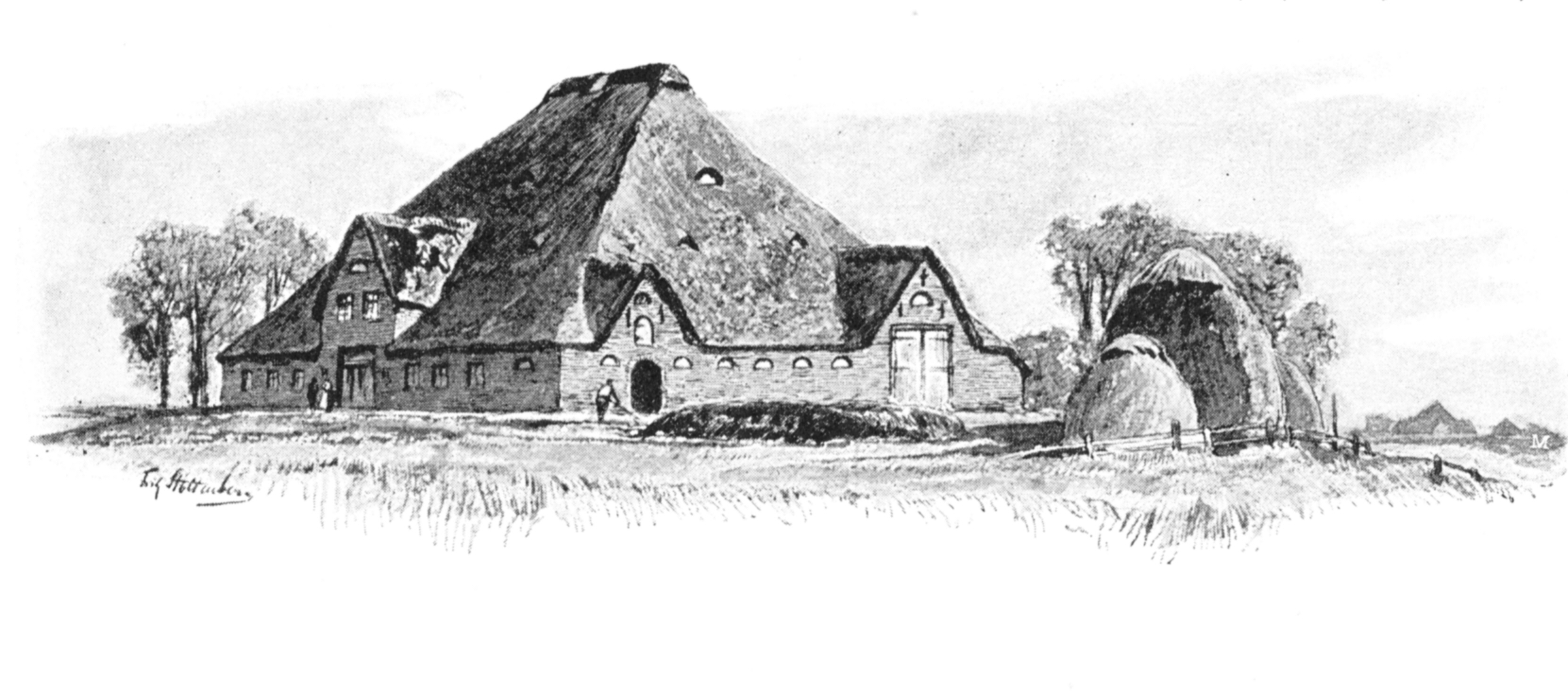
Fritz Stoltenberg, Eiderstedter Haubarg, Zeichnung um 1895

Fritz Stoltenberg (* 7. April 1855 in Kiel; † 13. November 1921 in Schönberg (Holstein); vollständiger Name: Friedrich Martin Andreas Stoltenberg) war ein Landschafts- und Marinemaler aus Schleswig-Holstein.

## Werdegang
Stoltenberg wurde als Sohn eines Kapitäns geboren und begann bereits als Jugendlicher, die Landschaften seiner näheren Umgebung zu zeichnen. Er studierte 1872 bis 1876 an der Kunstschule in Weimar, wo er Schüler von Theodor Hagen war. Anschließend schrieb er sich an der Kunstakademie München und von 1876 bis 1882 an der Akademie in Kassel ein. Er erhielt in diesen Jahren eine Ausbildung als Zeichner und Landschaftsmaler und besuchte auf ausgedehnten Studienreisen Norwegen, die Niederlande, Belgien, Algerien und Italien.

## Wirken
Ab 1882 verbrachte Stoltenberg die Sommermonate in Ekensund an der Flensburger Förde, wo er einem Künstlerkreis angehörte, der sich der Freiluftmalerei verschrieben hatte (siehe Künstlerkolonie Ekensund). Im Sommer 1884 reiste er nach Skagen (Nordjütland) und schloss sich dem Künstlerkreis der Skagen-Maler an, der sich um Peder Severin Krøyer, Michael Ancher und Oscar Björck gebildet hatte.
1889 heiratete er Anna Scharenberg, eine Tochter aus wohlhabender Hamburger Familie, und ließ sich in Kiel nieder. Nun befreit von finanziellen Zwängen konnte der junge Maler unbeschwert arbeiten. Als Motive dienten ihm der Kieler Hafen, Stadtansichten Kiels, das Fischerdorf Ellerbek, der Kaiser-Wilhelm-Kanal oder Impressionen der Förde, die er in Gemälde, Holzschnitte, Zeichnungen und Illustrationen umsetzte.
Mit Georg Burmester, Hans Olde und anderen gründete er 1894 die Schleswig-Holsteinische Kunstgenossenschaft. 1896 gab er das Buch Schleswig-Holstein meerumschlungen in Wort und Bild heraus. Der großformatige Band enthielt eine umfassende Darstellung der Kultur des Landes. Stoltenberg steuerte für den Prachtband zahlreiche Illustrationen bei. 1900 gab er den Vorsitz der Kunstgenossenschaft an Georg Burmester ab, mit dem er 1905 in Kiel die „Academische Mal- und Zeichenschule“ gründete. 1914 zog er nach Schönberg (Holstein) an der Ostsee, wo er sich weiterhin der Freiluftmalerei widmete. Nach seinem Tod 1921 wurde er auf dem Friedhof Ohlsdorf begraben.

## Ausstellungen
- 1886: Jubiläumsausstellung der Kgl. Akademie der Künste im Landesausstellungsgebäude zu Berlin (Der Hafen von Helsingör bei aufkommendem Sturm)
- 1922: Winterausstellung der Schleswig-Holsteinischen Kunstgenossenschaft und Gedächtnisausstellung Fritz Stoltenberg, Kunsthalle zu Kiel
- 2008: Fritz Stoltenberg (1855–1921) – Ein Landschafts- und Marinemaler aus Kiel, Stadtmuseum Kiel, Warleberger Hof